# Highlight
Highlight was een 7-koppige band opgericht door Sjef Jacobs en Harrie Heltzel. Andere zingende leden waren in het begin o.a. Gaby Denneman en Wilma Bouts. De band kent haar oorsprong in Grevenbicht en Obbicht. De eerste kennismaking gaat direct samen met hun grootste hit, California. Deze single stond in de zomer van 1977 in de top 10 van de Nederlandse Top 40. De band viel medio 1984 uit elkaar. 
De uit Brunssum afkomstige Gaby Denneman kwam op 22 juni 1983 door een auto-ongeluk om het leven op de provinciale weg tussen Hoensbroek en Sittard. Zij genoot toen al internationale bekendheid en was die dag op weg naar Geleen voor een kennismaking met „The Goldwings” die haar als leadzangeres hadden uitgenodigd.

## Trivia
Harrie Heltzel schreef samen met Jo(zef) Welbers voornamelijk de muziek van Highlight. Beiden waren ook verantwoordelijk voor grote hits van Cindy & Bert.

## Singles
| Single met eventuele hitnotering(en) in de Nederlandse Top 40 | Datum van verschijnen | Datum van binnenkomst | Hoogste positie | Aantal weken | Opmerkingen |
| ------------------------------------------------------------- | --------------------- | --------------------- | --------------- | ------------ | ----------- |
| California                                                    | 1977                  | 04-07-1977            | 10              | 9            | Top 40]     |
| One one and one                                               | 1978                  | 22-04-1978            | 20              | 7            | Top 40      |
| Round in circles                                              | 1977                  | 02-09-1978            | 33              | 3            | Top 40      |